# Type 96 VBTP
O Type 96 VBTP é um veículo blindado de transporte de pessoal (VBTP) 8x8 ao serviço da Força Terrestre de Autodefesa do Japão. 
Tem como principal fundamento mobilizar pessoal, principalmente de infantaria, no decorrer de manobras operacionais ou então sob risco ou plena ameaça inimiga.

## Descrição
O Type 76 é um VBTP básico com armadura de médio porte, com o caso composto de aço soldado. O layout acomoda o compartimento do motor na esquerda da frente e o tubo de escape também situa-se na esquerda, porém junto ao exterior do topo. O motorista situa-se à direita do motor enquanto que o comandante/artilheiro permanece atrás, no mesmo lado.

O compartimento de tropas situa-se na parte posterior do veículo e pode acomodar até oito soldados de infantaria completamente equipados. Podem entrar e sair pela entrada posterior da qual consiste em uma rampa automática. O compartimento também inclui cinco alçapões, três na esquerda e dois na direita, e ainda duas pequenas janelas em ambas as laterais para que os soldados tenham a oportunidade de favorecer para a defesa do blindado quando necessário.

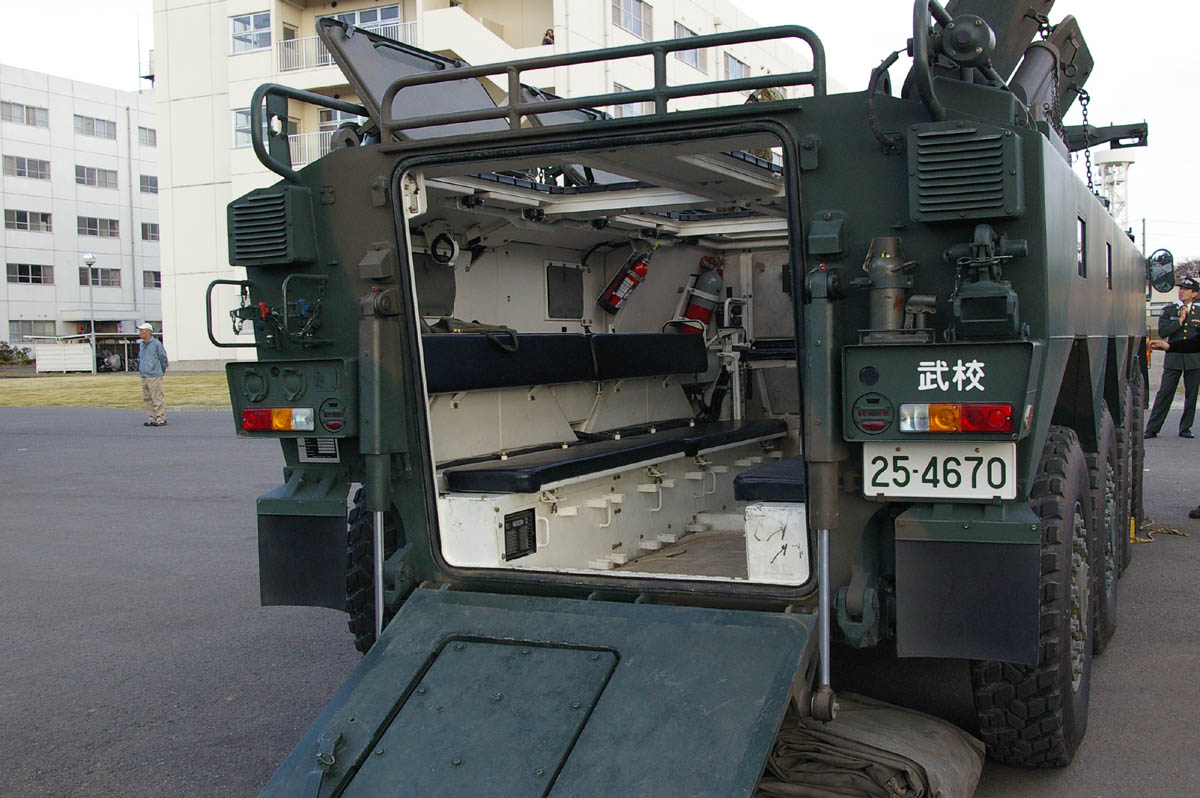
Visão posterior, aqui é possível ver a rampa automática

### Proteção
Além da blindagem de médio porte composta de aço soldado, a segurança conta com proteção aprimorada contra guerra química, biológica e nuclear para a tripulação. Também vem equipado com um sistema de alerta a laser situado à frente, no lado esquerdo, mais precisamente o mesmo operado por outros blindados japoneses como o Type 90.

## Operadores
Japão
- Força Terrestre de Autodefesa do Japão

#### Outros VBTPs:
- VBTP-MR Guarani (Brasil)
- Pandur II (Áustria)
- Boxer MRAV (Alemanha)
- Freccia (Itália)
- K808 White Tiger (Coreia do Sul)
- Mowag Piranha (Suíça)
- Patria AMV (Finlândia)
- Type 08 (China)
- VPK-7829 Bumerang (Rússia)

#### Páginas relacionadas:
- Veículo blindado de transporte de pessoal (VBTP)
- Veículo blindado de combate
- Infantaria mecanizada
- Força Terrestre de Autodefesa do Japão